# だれがコマドリを殺したのか?
『だれがコマドリを殺したのか?』（だれがコマドリをころしたのか？、原題：Who Killed Cock Robin? ）は、イギリスの田園小説作家であるイーデン・フィルポッツが1924年にハリントン・ヘクスト名義で発表した推理小説。
本作は、「コマドリ」というあだ名を持つ女性の毒殺事件を題材した作品である。本作と同年に発表されたフィリップ・マクドナルド作『鑢』とともに、マザー・グースの一つであるクックロビンをミステリーで用いた最初の作品である。

## あらすじ
将来を嘱望される若き美青年医師、ノートン・ペラムは、海水浴場で大執事の父親と散歩していた美貌のマイラ（ミソサザイ）・コートライトとダイアナ（コマドリ）の姉妹に出会い、妹のダイアナと互いに一目惚れしてしまう。しかし、ノートンの伯父のジャーヴィスは、お気に入りの秘書のネリー・ウォレンダーと結婚しなければ遺産相続させないと意思表示していた。実際ネリーは素晴らしい女性で、結婚相手としては理想的ではあった。一方のダイアナにも準男爵のベンジャミン・パースハウス卿が求婚をしていた。それでもノートンとダイアナは互いの相手を振り切って結婚を決意する。激怒したジャーヴィスはノートンを遺産相続人から外すことを彼に言い渡す。遺産相続できないと知ったダイアナの心が冷めてしまうことを恐れたノートンは、その事実を彼女に伏せたままチズルハーストの家で新婚生活に入ってしまう。しかし、ジャーヴィスに会ったダイアナは、彼からその事実を聞かされ、自分の愛を信じず嘘をついたまま結婚したノートンを激しく憎悪するようになる。
一方、ダイアナに振られたベンジャミン卿は、自分に好意を寄せていた姉のマイラと結婚し、南仏のマントンで新婚生活を送っていた。ところが、事故に遭ったマイラが膝を骨折して 、自分の足で歩くのもままならないようになる。しかも流産し、二度と子供を望めないのだという。生きる気力を失ったマイラを励ますためにダイアナはマイラにつきっきりで看病する。そうしてようやくマイラが快復するようになったころ、ダイアナに異変が訪れる。顔色が悪く気分がすぐれない日が何日も続くようになる。知らせを受けてマントンに来て数か月ぶりに会ったノートンの目にも病状が容易ならざるものであることが明らかで、しかも他の医師の診立てでも病因が不明だった。そうして日に日に衰弱していくなか、ダイアナは夫が自分に毒を盛っているとマイラに告げ、自分が死んだらノートンを告発する手紙を父親に渡すよう姉夫婦に頼む。
母親の危篤の知らせを受けたノートンがイギリスに戻っているとき、謝肉祭で町がにぎわう中、ダイアナはマイラに看取られて死を迎える。手違いでノートンに知らせが届かないまま葬儀を終えた後、ベンジャミン卿夫妻は、ダイアナの手紙をコートライト大執事に渡すかどうかを相談するが、ノートンの人柄を知るベンジャミンは、彼が妻を毒殺するとは信じられず、また波風を立てることを嫌い、手紙を大執事には渡さなかったため、ダイアナの死に誰も疑問を抱かなかった。
それから1年以上経った頃。ジャーヴィスの死後、遺産を相続したネリー・ウォレンダーと兄のノエルは、チズルハーストに引っ越してきてノートンと親交を深めていた。ノートンはダイアナの死後、鬱ぎ込む日が続いていたが、ノエルのお膳立てもあり、元々好意を寄せ合っていたネリーと婚約する。一方、コートライト大執事の家を訪れていたベンジャミン卿夫妻が、ダイアナの手紙をめぐって口論していたところを大執事に聞かれてしまう。すべての経緯を知った大執事がダイアナの遺体を発掘させたところ、致死量のヒ素が検出された。こうして、ネリーと結婚式を挙げたその場でノートンはダイアナ殺しの容疑で逮捕される。
ノートンの友人で私立探偵のニコル・ハートは、夫の無実を信じるネリーとノエルから依頼を受け、真相究明に立ち上がる。

## 登場人物
ノートン・ペラム
端正な顔立ちの青年医師。やや軽薄で迂闊な面がある。
ニコル・ハート
私立探偵。ノートンの友人。饒舌で行動力がある。
ジャーヴィス・ペラム
ノートンの伯父。資産家で怒りっぽく頑固。
ネリー・ウォレンダー
ジャーヴィスの秘書。堅実で控えめな女性。
ノエル・ウォレンダー
ネリーの兄。真っ直ぐな気性のオートバイ乗り。ジャーヴィスを顧客にしている投資仲買人。のち独立して投資会社を設立。
ベンジャミン・パースハウス卿
準男爵。アマチュアのテニス選手。
ヘンリー・コートライト
教区の大執事。近眼。
マイラ・コートライト
「ミソサザイ」というあだ名のヘンリーの娘。ダイアナの姉。スポーツウーマンだが精神面でもろい。
ダイアナ・コートライト
「コマドリ」というあだ名のマイラの妹。演劇に興味があり活動的。
ミリセント・リード
看護師
ハロルド・ファルコナー
在郷の医師。技量不足を話術や人柄でカバーしている。

## 提示される謎
- ミス・ディレクション（読者の注意を、真相からそらす仕掛け）

## 評価
- 同じマザー・グースに因むヴァン・ダインの『僧正殺人事件』が高評価なのに対し、江戸川乱歩は、本作は「ミステリとしては恋愛要素が多すぎる」とコメントしている[3]。

## 書誌情報
- 『誰が駒鳥を殺したか?』（小山内徹訳、宝石社、『別冊宝石』87号） 1959年
- 『誰が駒鳥を殺したか?』（小山内徹訳、東京創元社、創元推理文庫） 1960年
- 『だれがコマドリを殺したのか?』（武藤崇恵訳、東京創元社、創元推理文庫） 2015年
- 『だれがダイアナ殺したの?』（鈴木景子訳、論創社、論創海外ミステリ152） 2015年

## 関連作品
- 鑢（フィリップ・マクドナルド）
- 僧正殺人事件（S・S・ヴァン・ダイン）
- 私が見たと蠅は云う（エリザベス・X・フェラーズ）